# Americká mužská volejbalová reprezentace
Americká volejbalová reprezentace mužů reprezentuje USA na mezinárodních volejbalových akcích, jako je mistrovství světa.

## Mistrovství světa
| Rok/pořádající země        | Účast                            |
| -------------------------- | -------------------------------- |
| MS 1949 ČSR                | Bez účasti                       |
| MS 1952 Sovětský svaz      | Bez účasti                       |
| MS 1956 Francie            | 6. místo                         |
| MS 1960 Brazílie           | 7. místo                         |
| MS 1962 Sovětský svaz      | Bez účasti                       |
| MS 1966 ČSSR               | 11. místo                        |
| MS 1970 Bulharsko          | 18. místo                        |
| MS 1974 Mexiko             | 14. místo                        |
| MS 1978 Itálie             | 19. místo                        |
| MS 1982 Argentina          | 13. místo                        |
| MS 1986 Francie            | Zlatá medaile                    |
| MS 1990 Brazílie           | 13. místo                        |
| MS 1994 Řecko              | Bronzová medaile                 |
| MS 1998 Japonsko           | 9. místo                         |
| MS 2002 Argentina          | 9. místo                         |
| MS 2006 Japonsko           | 10. místo                        |
| MS 2010 Itálie             | 6. místo                         |
| MS 2014 Polsko             | 7. místo                         |
| MS 2018 Itálie, Bulharsko  | Bronzová medaile                 |
| MS 2022 Polsko / Slovinsko | 6. místo                         |
| Celkem                     | Účast – 16× · – 1× · – 0× · – 2× |

## Olympijské hry
| Rok/pořádající země     | Účast                            |
| ----------------------- | -------------------------------- |
| LOH 1964 Tokio          | 9. místo                         |
| LOH 1968 Mexico City    | 7. místo                         |
| LOH 1972 Mnichov        | Bez účasti                       |
| LOH 1976 Montreal       | Bez účasti                       |
| LOH 1980 Moskva         | Bez účasti                       |
| LOH 1984 Los Angeles    | Zlatá medaile                    |
| LOH 1988 Soul           | Zlatá medaile                    |
| LOH 1992 Barcelona      | Bronzová medaile                 |
| LOH 1996 Atlanta        | 9. místo                         |
| LOH 2000 Sydney         | 11. místo                        |
| LOH 2004 Athény         | 4. místo                         |
| LOH 2008 Peking         | Zlatá medaile                    |
| LOH 2012 Londýn         | 5. místo                         |
| LOH 2016 Rio de Janeiro | Bronzová medaile                 |
| LOH 2020 Tokio          | 10. místo                        |
| Celkem                  | Účast – 12× · – 3× · – 0× · – 2× |